# Караєво (Красноармійський район)
Кара́єво (рос. Караево, чув. Карай) — село у складі Красноармійського району Чувашії, Росія. Адміністративний центр Караєвського сільського поселення.
Населення — 239 осіб (2010; 269 у 2002).
Національний склад:
- чуваші — 99 %